# Bilan saison par saison de l'Étendard de Brest

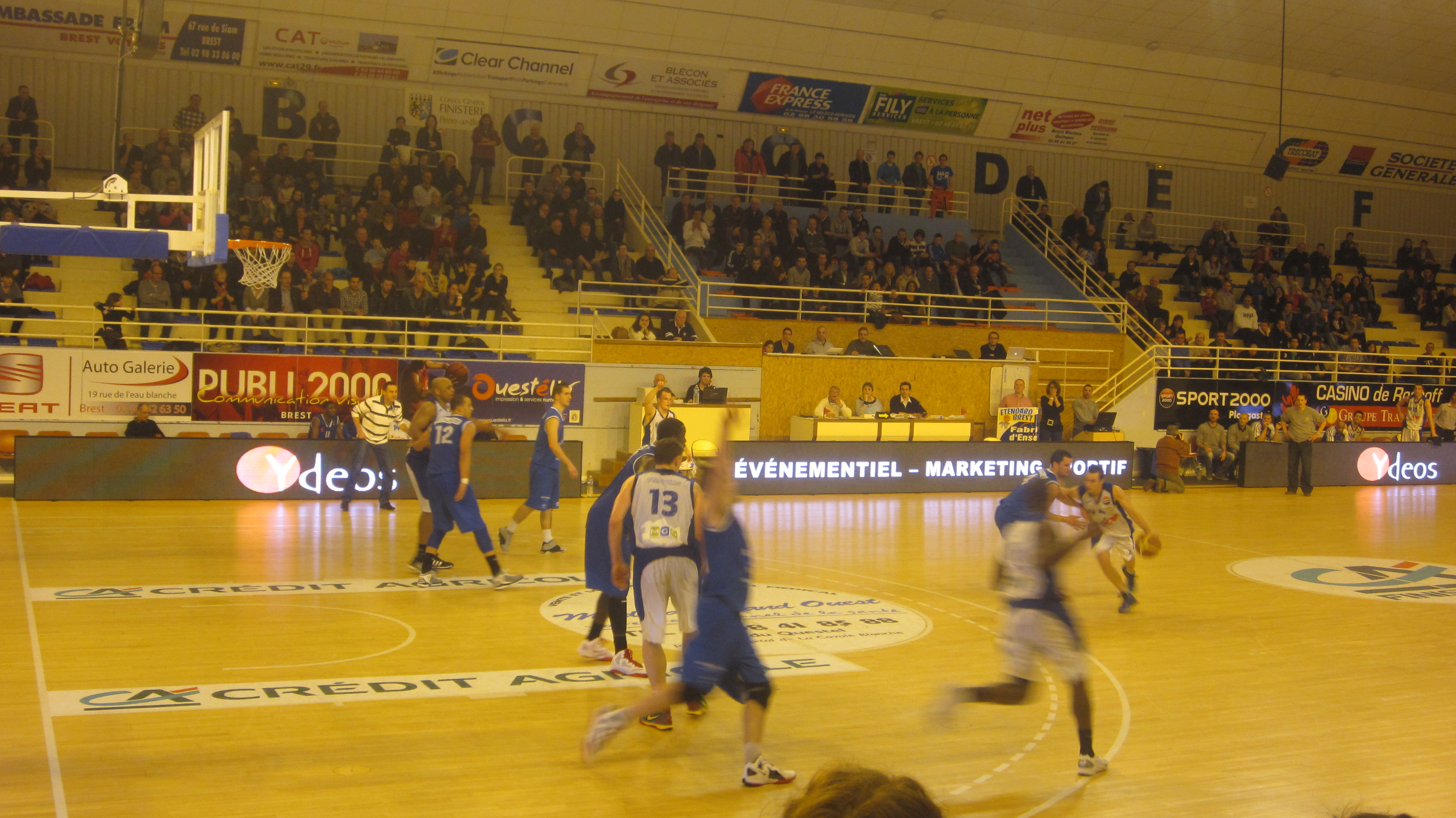
L'Étendard en 2012 (NM1)

Ce tableau présente le bilan saison par saison de l'Étendard de Brest :
| Saison | Div.          | Clas. | %Vic | Vic | Def | Playoffs        | Coupe de France | Entraîneur                  |
| --- | ------------- | ----- | ---- | --- | --- | --------------- | --------------- | --------------------------- |
| Cette section est vide, insuffisamment détaillée ou incomplète. Votre aide est la bienvenue ! Comment faire ? |               |       |      |     |     |                 |                 |                             |
| 1993-1994 | 2 Pro B       | 18e   | 9%   | 3   | 31  | -               | ?               | Jerry Line                  |
| 1994-1995 | 3 Nationale 2 | 2e    | ?%   | ?   | ?   | -               | ?               | Yves-Marie Vérove           |
| 1995-1996 | 2 Pro B       | 9e    | 46%  | 13  | 15  | -               | ?               | Yves-Marie Vérove           |
| 1996-1997 | 2 Pro B       | 11e   | 40%  | 12  | 18  | -               | 16e de finale   | Yves-Marie Vérove           |
| 1997-1998 | 2 Pro B       | 10e   | 47%  | 16  | 18  | -               | 32e de finale   | Yves-Marie Vérove           |
| 1998-1999 | 2 Pro B       | 17e   | 37%  | 14  | 24  | -               | 16e de finale   | Yves-Marie Vérove           |
| 1999-2000 | 2 Pro B       | 15e   | 35%  | 12  | 22  | -               | 32e de finale   | Yves-Marie Vérove           |
| 2000-2001 | 2 Pro B       | 8e    | 57%  | 17  | 13  | 1er tour        | Demi-finale     | Yves-Marie Vérove           |
| 2001-2002 | 2 Pro B       | 15e   | 30%  | 9   | 21  | -               | 16e de finale   | Yves-Marie Vérove           |
| 2002-2003 | 2 Pro B       | 9e    | 47%  | 14  | 16  | -               | 16e de finale   | Yves-Marie Vérove           |
| 2003-2004 | 2 Pro B       | 8e    | 50%  | 15  | 15  | 1er tour        | 16e de finale   | Yves-Marie Vérove           |
| 2004-2005 | 2 Pro B       | 1er   | 84%  | 27  | 5   | Champion        | Quart de finale | Yves-Marie Vérove           |
| 2005-2006 | 1 Pro A       | 17e   | 21%  | 7   | 27  | -               | 32e de finale   | Yves-Marie Vérove           |
| 2006-2007 | 2 Pro B       | 5e    | 56%  | 19  | 15  | Quart de finale | 16e de finale   | Ron Stewart                 |
| 2007-2008 | 2 Pro B       | 11e   | 50%  | 17  | 17  | -               | 16e de finale   | Ron Stewart Noam Rudman     |
| 2008-2009 | 2 Pro B       | 10e   | 47%  | 16  | 18  | -               | 16e de finale   | Noam Rudman                 |
| 2009-2010 | 2 Pro B       | 18e   | 26%  | 9   | 25  | -               | 16e de finale   | Noam Rudman Hugues Occansey |
| 2010-2011 | 3 NM1         | 5e    | 62%  | 21  | 13  | Finaliste       | 32e de finale   | Freddy Massé                |
| 2011-2012 | 3 NM1         | 9e    | 53%  | 18  | 16  | -               | 32e de finale   | Freddy Massé                |
| 2012-2013 | 5 NM3 Poule F | 2e    | 73%  | 16  | 6   | -               | -               | Yannick Stéphan             |
| 2013-2014 | 5 NM3 Poule F | 1er   | 100% | 22  | 0   | Champion        | -               | Yannick Stéphan             |
| 2014-2015 | 4 NM2 Poule C | 8e    | 46%  | 12  | 14  | -               | -               | Yannick Stéphan             |
| 2015-2016 | 4 NM2 Poule C | 5e    | 54%  | 14  | 12  | -               | -               | Yannick Stéphan             |
| Disparition du club                                                                                           |               |       |      |     |     |                 |                 |                             |

| Saison    | Championnat | Résultat                                        |
| --------- | ----------- | ----------------------------------------------- |
| 2000-2001 | 2 Pro B     | Défaite au 1er tour contre Évreux (Pro A) (0-3) |
| 2003-2004 | 2 Pro B     | Défaite au 1er tour contre Besançon (1-2)       |
| 2004-2005 | 2 Pro B     | Champion de France contre Évreux (77-67)        |
| 2006-2007 | 2 Pro B     | Défaite au 1er tour contre Rouen (1-2)          |
| 2010-2011 | 3 NM1       | Défaite en finale contre Saint-Étienne (61-89)  |
| 2013-2014 | 5 NM3       | Champion de France                              |